# 랴오선 전역
랴오선 전역(중국어 간체자: 辽沈战役, 병음: Liáoshěn zhànyì, 한자음: 요심전역), 랴오닝-선양 전역은 제2차 국공 내전 후기에 중화민국 국군에 대항해 중국 인민해방군이 벌인 전역이다. 국민당 측에서 붙인 랴오시 회전(중국어 정체자: 遼西會戰, 병음: Liáoxī huìzhàn, 한자음: 요서회전)으로도 알려져 있다. 이어지는 화이하이 전역, 핑진 전역과 함께 제2차 국공 내전의 중요한 세 개 전역으로 꼽힌다. 1948년 9월에서 11월까지에 걸쳐 52일 간 전개되었으며, 이 전역으로 중국 인민해방군은 만주 전역에서 중화민국 국군을 격파하여 진저우, 창춘을 획득하고 선양에 입성했다.

## 배경
오늘날 중화인민공화국 둥베이 지역에 해당하는 만주는 개전 당시 중국에서 가장 산업화된 곳이었다. 중일 전쟁 직후 만주 전역으로 이 지역을 통치했던 소련이 1946년 3월에 철수하면서, 중국 국민당과 중국 공산당은 만주에서의 세력 확대를 시작했다. 1947년 겨울 공세 이후 중공군이 제2차 국공 내전이 시작한 이래 처음으로 만주에서 우세를 확보하자, 장제스는 이 지역 중화민국군 사령관을 천청에서 웨이리황으로 바꿨다.

## 시작
1948년 1월, 만주에 주둔 중이던 여러 중공군은 린뱌오 사령관 휘하의 동북야전군으로 재편되었다. 반면 국민당의 장제스와 웨이리황은 중공군의 움직임에 어떻게 대응할 것인지를 두고 갈등했다. 웨이리황은 현 상태를 유지하고 선양과 창춘을 지키는 데에 집중하자고 주장한 반면, 장제스는 웨이리황이 그 두 지역에 있는 부대를 빼낸 다음 산해관을 통해 화베이 평원으로 진출하는 중공군을 방어하기 위해 진저우와 호로도에 집중해야 한다고 주장했다.
1948년 봄에 이르러 중공군은 만주 교외를 장악하며 선양, 창춘, 진저우를 고립시켰다. 또한 중공군이 선양과 창춘의 보급선이 되는 징하 철로를 장악했으므로 중국 국민당 측은 이 지역의 국민당군을 항공기를 통해 비효율적으로 보급해야 했다.

## 중공군 공격 (9월 12일 ~ 10월 20일)

### 진저우

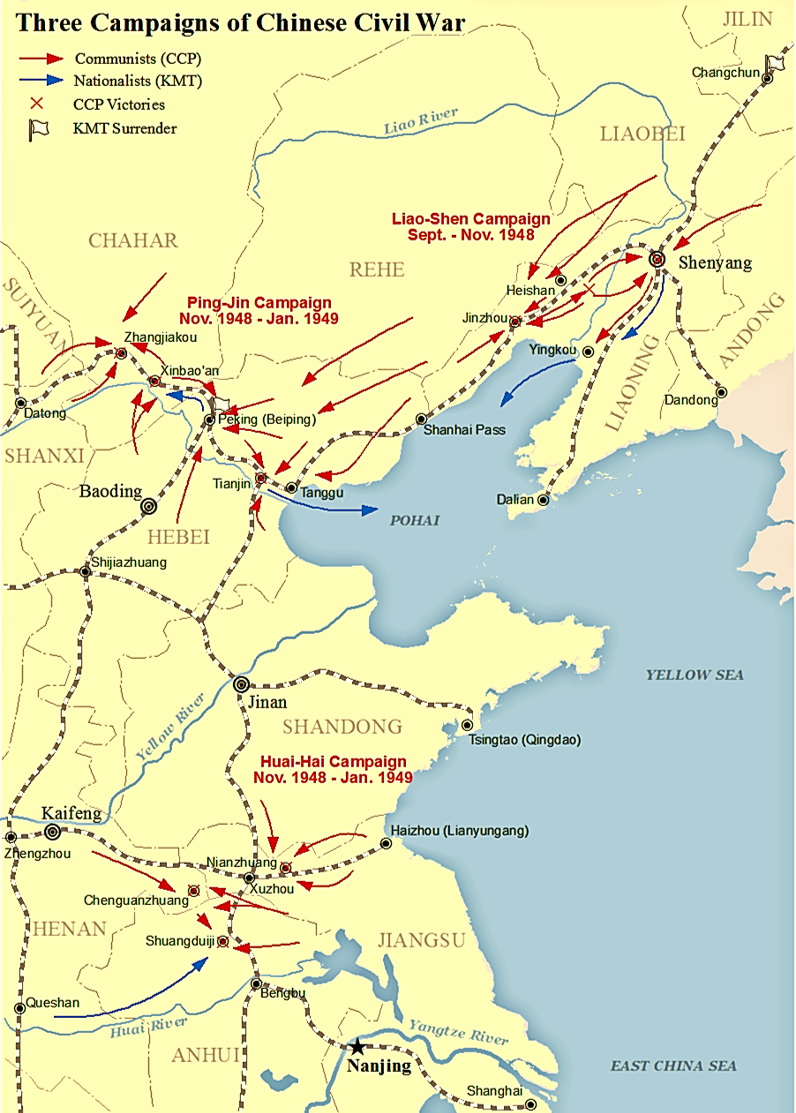
랴오선 전역을 포함한 세 개 전역을 그린 지도

진저우는 만주와 화베이 평원을 잇는 핵심 지역이다. 1948년 9월 12일 중공군의 동북야전군은 남쪽으로 진군하여 베이닝 철로를 공격했다. 9월 12일과 9월 28일 사이 중공군은 친황다오와 진저우 사이 보급선을 끊기 위해 기동했으며, 9월 28일에 이르러 쑤이중 현, 창리 현을 장악하여 진저우를 고립시켰다.
장제스는 9월 30일 베이핑에 도착해서 푸쭤이와 군사회담을 가졌다. 국민당 측은 동진병단(東進兵團)의 일부로서 진저우와 호로도를 강화하고자 허우징루가 이끄는 38군, 62군, 92군을 조직했다. 10월 2일, 장제스는 웨이리황과 서진병단(西進兵團) 구성을 논하고자 선양으로 가서 랴오야오샹에게 제9군으로 진저우를 강화하라고 명령했다. 국민당이 새로운 전략으로 대응하자 린뱌오는 진저우에 대한 공격을 이어나갈지 망설였으나 마오쩌둥의 공격 지시에 호응하기로 마음을 굳혔다.
10월 8일 동북야전군은 25만 병력을 모아 진저우를 에워쌌다. 10월 10일부터 10월 15일, 동서 양 방향으로 진저우를 에워싼 중공군을 국민당 병력이 포위했지만 타산 전투에서 패함으로써 저지됐다. 10월 14일 진저우 부근을 마지막으로 공격했지만 사령관 판한지에를 비롯해 8만 명의 병력을 포로로 만들며 진저우가 함락됐다.

### 창춘

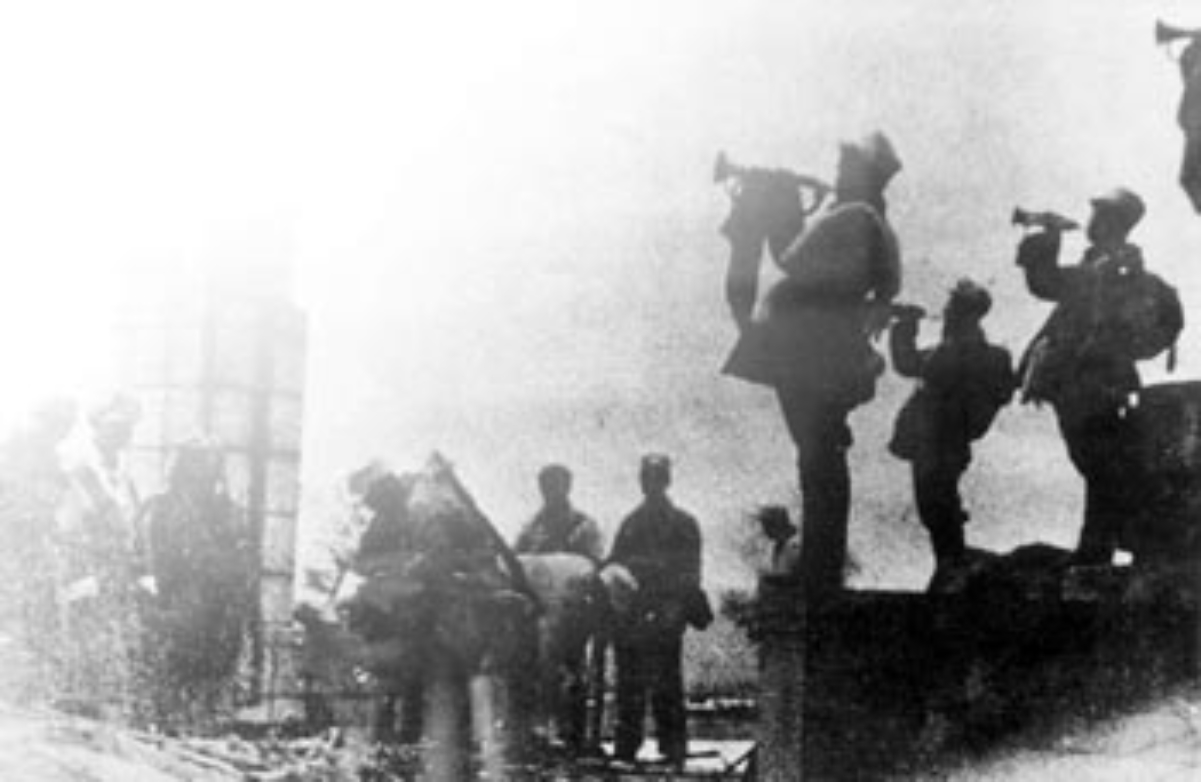
창춘을 막 점령한 중공군

창춘은 랴오선 전역 이전에 5개월 간 포위되어 있었다. 1948년 2월부터 기아를 겪고 있던 많은 시민들은 1948년 6월까지 도시를 탈출하였으나, 이들 중 대부분은 중공군의 포위망을 뚫지도, 다시 도시로 돌아오지도 못했다. 장제스의 명령에도 불구하고 중화민국 국군의 주둔군은 포위를 돌파할 수 없었다. 진저우가 함락되자 창춘 동부에 있는 중화민국 국군 제60군이 10월 17일 중공군에 투항하였고, 이어서 10월 19일 신편제7군도 투항했다. 10월 23일 창춘에 주둔한 나머지 중화민국 국군부대들이 중공군에 항복했으며 중화민국 국군측 사령관인 정동궈가 포로로 붙잡혔다.

## 중화민국 국군의 반격 (10월 21일 ~ 10월 28일)

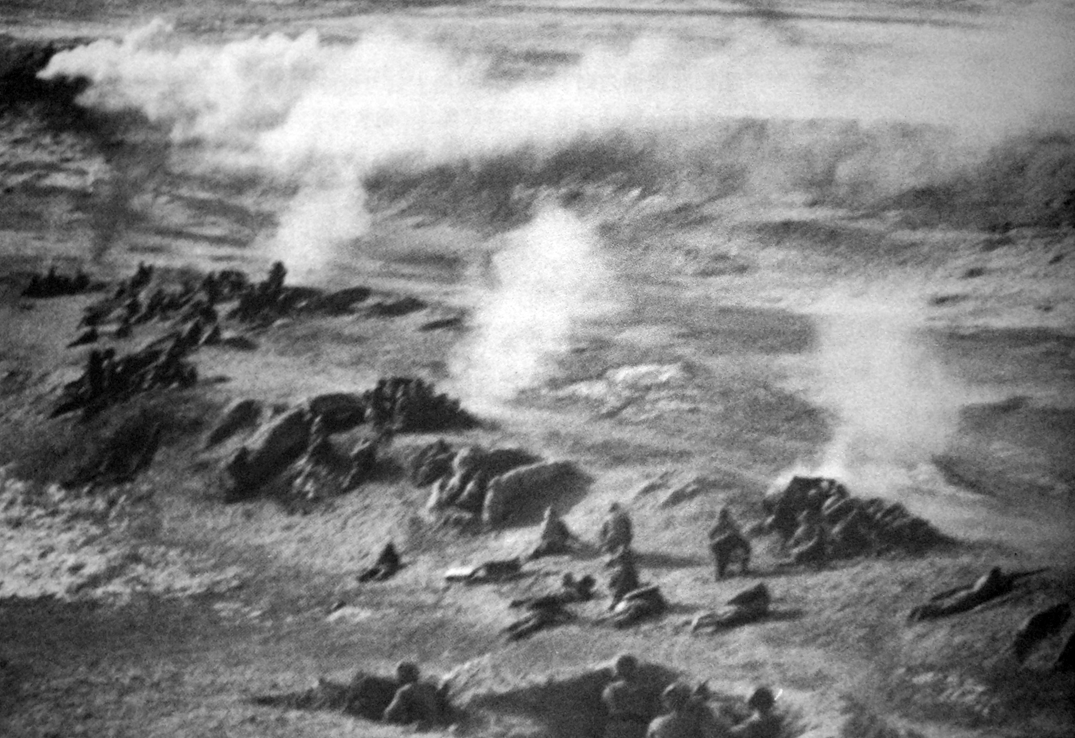
헤이산 전투

### 헤이산 현
중화민국 국군이 진저우와 창춘에서 심각한 손실을 입자 장제스는 반격해서 빠르게 진저우를 재탈환하고자 했다. 장제스는 랴오야오샹과 선양에서 진군하던 제9군에게 서쪽으로 진군해서 진저우를 공격하라고 명령했으나, 랴오야오샹과 다른 지휘관들은 이 결정에 반대했다. 10월 16일 이들은 그 대신 헤이산 현과 다후산을 공격하고 잉커우로 가는 후퇴로를 확보하기로 합의했다. 장제스는 이 계획을 승인했고 10월 21일 제9군이 헤이산 현을 공격했다.
그러나 중공군은 성공적으로 헤이산 현과 다후산을 방어했고, 제9군은 중공군에 둘러싸여 패배했다. 이 헤이산 전투에서 중화민국군 측은 25,000명 이상이 죽었고 랴오야오샹이 포로로 잡혔다.

## 선양 함락 (10월 29일 ~ 11월 2일)

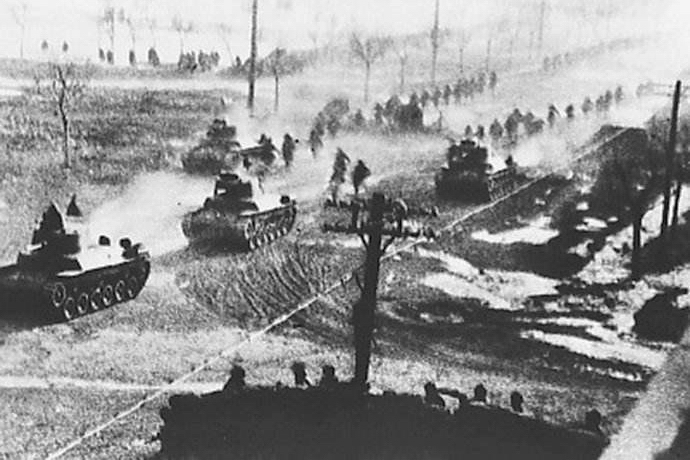
선양으로 진군하는 중공군과 97식 중전차 지하

제9군이 궤멸된 후 동북야전군은 10월 29일 선양을 에워싸기 시작했고, 국민당 측 제8군은 사령관 웨이리황은 10월 30일 항공편으로 선양을 떠났다. 11월 1일 중공군이 최후의 공격을 가하자 14만 명의 국민당 측 병력은 곧바로 항복했다. 11월 2일 잉커우 또한 중공군에 사로잡혔으나 국민당 측 52군은 배를 타고 퇴각할 수 있었다. 국민당의 나머지 군사들은 호로도에서 톈진으로 후퇴하여 병력을 겨우 보전할 수 있었다.

## 결과
랴오선 전역으로 인해 국민당 측은 만주에 대한 지배를 상실했고, 중대한 "전략적, 전술적 실패"를 겪었다고 평가된다. 장제스가 1945년부터 1948년까지 만주에 배치한 버마 원정군 출신의 정예 병력들은 랴오선 전역 이후의 전투들에서 붕괴했다. 반면 린뱌오의 진저우 공격을 독려한 마오쩌둥은 중국 공산당 내에서 입지를 다질 수 있었다. 중공군이 중국 동북부를 장악함으로써 베이핑과 톈진에 있는 국민당측 푸쭤이의 병력은 중국 공산당의 공격을 받게 되었다.

## 참고 문헌
- Lew, Christopher R. (2009). 《The Third Chinese Revoulutionary Civil War, 1945-49: An Analysis of Communist Strategy and Leadership》. New York, NY: Routledge. ISBN 9781135969738.
- Tanner, Harold M. (2015). 《Where Chiang Kai-shek Lost China: The Liao-Shen Campaign, 1948》. Bloomington: Indiana University Press. ISBN 9780253016997.
- Westad, Odd Arne (2003). 《Decisive encounters: the Chinese Civil War, 1946-1950》. Stanford, CA: Stanford University Press. ISBN 0804744785.
- Taylor, Jay. 《The Generalissimo: Chiang Kai-shek and the Struggle for Modern China》. Cambridge, MA: Harvard University Press. ISBN 9780674033382.